# 法国共产主义复兴极点
法国共产主义复兴极点（法語：Pôle de renaissance communiste en France，缩写为PRCF）是法国的一个共产主义政党。该党成立于2004年1月，前身是法国共产党内一个反对法共自1990年代起推行的“突变”政策的派别。它的意识形态是共产主义、马克思列宁主义、反资本主义、欧洲怀疑主义。该党主席是莱昂·兰迪尼。该党总部位于巴涅。该党曾是共产党和工人党倡议的成员。